# Pachyschelus vezenyii
Pachyschelus vezenyii es una especie de escarabajo joya del género Pachyschelus, familia Buprestidae. Fue descrita científicamente por Apt en 1954.